# Jana Infeldová

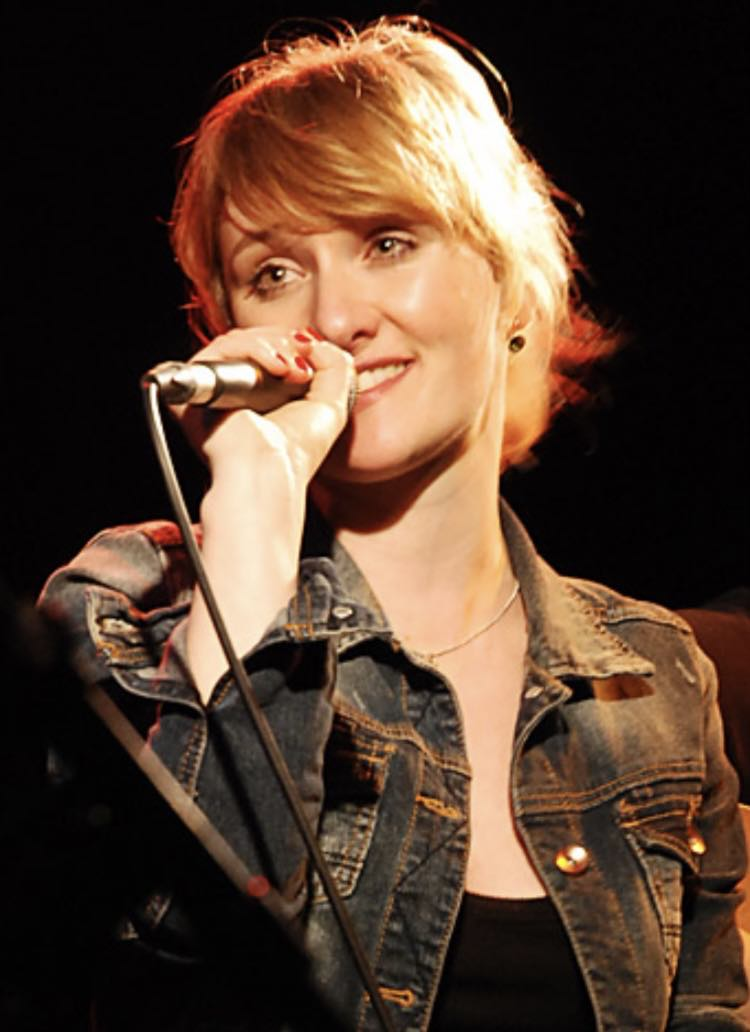
Jana Infeldová

Jana Infeldová (5. září 1979, Rakovník) je česká zpěvačka, textařka, herečka a skladatelka.

## Vzdělání
Pochází z města Rakovník, kde navštěvovala Gymnázium Zikmunda Wintera. Po maturitě vystudovala Divadelní akademii múzických umění v Praze, obor herectví činoherního divadla. Studium zakončila absolventskou rolí Zuzanky ve hře Figarova svatba v divadle DISK.
Hostovala v pražském divadle ABC, známou tváří se stala účinkováním v seriálu Rodinná pouta televize Prima, vysílaném v letech 2004–2006.

## Český rozhlas
Během studií zahájila spolupráci s Českým rozhlasem. Za mikrofonem začínala v populárně-vědeckém pořadu Meteor, později působila jako moderátorka na stanici Leonardo, zaměřené na popularizaci vědy, historie a medicíny. Provázela pořadem Odhalení, který v roce 2006 na festivalu Wildscreen v Bristolu získal ocenění Panda Award za nejlepší přírodovědný snímek. Jako moderátorka působila od roku 2015 na radiu Classic zaměřeném na vážnou hudbu.

## Hudební kariéra a diskografie
Během studia na vysoké škole začala skládat hudbu. Založila kapelu Jananas, kde na sebe strhla pozornost jako zpěvačka a písničkářka s charismatickým hlasem. Skupina vydala alba Jananas (2010, Indie Scope Records) a To samo (2016, Supraphon). Ta byla kritiky velmi pozitivně přijata. V roce 2009 získala skupina od redakce časopisu Folk & Country ocenění na festivalu Zahrada v Náměšti na Hané. V roce 2010 byla za album Jananas nominována na cenu Anděl v kategorii folk & country. V roce 2016 získala nominaci na cenu Anděl za videoklip roku z alba To samo.
V roce 2008 zpívala jako host na prvním studiovém albu Xindla X Návod ke čtení manuálu v písni „Čert nás vem“. S Xindlem X spolupracovala na písni „Pouze jednou“, která vyšla na albu Sexy exity. Napsala text písně „Za 100 let“, která se stala nejhranější písní v českém éteru v roce 2018. V písni ke stému výročí republiky kromě Infeldové zpívají zpěváci Ewa Farna, Debbi, Tomáš Klus, Marek Ztracený, David Stypka a další. Psala texty na album Lucie Bílé Ta o mně, na album Umami Ewy Farné (nominováno na cenu Anděl za album roku 2021, píseň „Tělo“ nominace na cenu Anděl za skladbu roku 2021), na desku Konečně zpěvačky Dashy, na desku Dítě z větru klarinetisty Vojtěcha Nýdla a dalších. Je spoluautorkou písně „New me“ Terezy Maškové na albu Zmatená, vydaném v roce 2020. Je spoluautorkou hymny „ZZZ“ nadačního fondu Českého rozhlasu Světluška na podporu nevidomých. Jako textařka a spoluautorka stála za úvodní písní „Kde všichni jsou“ Ewy Farné k udělování výročních cen Anděl v roce 2019. Je autorkou textů písní k rozhlasovému zpracování románu Tobiáš Lolness, vydaného vydavatelstvím Radioservis (v roce 2019 oceněno jako Audiokniha roku).
V roce 2021 se co do počtu přehrání skladeb stala třetí nejúspěšnější českou textařkou.
K jejím dalším hudebním projektům patří spolupráce s triem NOP (kytarista Norbi Kovács, violoncellista Jaroslav Olin Nejezchleba, houslista Pavel Fischer).

## Soukromý život
Je vdaná za hudebního skladatele a dirigenta Marka Ivanoviče.